# Mario Luiz Thompson
Mario Luiz Thompson de Carvalho (São Paulo, 28 de abril de 1945 – São Paulo, 21 de agosto de 2021) foi um fotógrafo brasileiro, filho da pianista Íris Thompson de Carvalho. Ao longo da carreira, ele fotografou inúmeros compositores, músicos e cantores da música popular brasileira, assim como o Brasil e o povo brasileiro. Parte do seu acervo fotográfico foi publicado no livro Bem-Te-Vi: Música Popular Brasileira, o qual contém fotos de mais de 1.370 artistas.
Segundo o Dicionário Cravo Albin da Música Popular Brasileira, Mario é considerado um dos principais fotógrafos ligados à MPB.

## Carreira
Ao longo da trajetória profissional, Mario Luiz Thompson registrou, em fotos, Super-8 e VHS, shows e momentos antológicos da música popular brasileira entre os anos 1960 e 1980. Entre os artistas fotografados e registrados em vídeo pelo paulistano, estão Luiz Melodia, Gilberto Gil, Alceu Valença e Almir Sater.
Gil redigiu, ainda, o prefácio do livro Bem Te Vi: Música Popular Brasileira. Nele, o músico baiano afirma: "Mario Luiz tem sido um dos devotos mais zeloso e dedicados da Deusa Música."
Organizou e produziu algumas edições do festival das Tertúlias Culturais, evento cultural que ocorria no SESC em São Paulo e que começou a ocorrer no terreno de sua casa. O evento reunia nomes como Sivuca, Jards Macalé, Tom Zé, Jorge Mautner, Belchior e muitos outros artistas da MPB para se apresentarem. Promoveu exposições ao longo dos anos com temas dos artistas fotografados com foco principal na MPB.

## Acervo
Em 2010, Mario Luiz Thompson foi um dos homenageados do evento anual IBAC (Instituto Brasileiro de Arte e Cultura), pelo "maior acervo particular de fotografias que preservam a trajetória de ícones da nossa música, constituindo o mais amplo registro iconográfico já realizado sobre a história da MPB".

## Capas de Álbuns
- Moraes Moreira - Altofalante
- Moraes Moreira - Cara e Coração
- Gilberto Gil - Refavela
- Almir Sater - Doma
- Alceu Valença - Vivo!
- Walter Franco - Revolver

## Exposições
- João Gilberto
- Dorival Caymmi
- Centenário Luiz Gonzaga

## Livros
- Bem Te Vi - Música Popular Brasileira, Vol. I
- Bem Te Vi - Música Popular Brasileira, Vol. II